# Area sacra di Largo Argentina
L'area sacra di Largo Argentina è un sito archeologico situato al centro del Largo di Torre Argentina a Roma. Nell'area sacra sono presenti i resti di quattro templi, che rappresentano il più importante complesso di edifici sacri di età repubblicana media e tarda, collocati nel Campo Marzio. La storia del complesso è molto complicata, con più strati sovrapposti, per i quali sono però state riconosciute le fasi principali, tutte databili con relativa esattezza.

## Descrizione

Gli scavi dell'Area Sacra di Largo di Torre Argentina, intorno al 1930.

La zona è stata identificata grazie alla presenza della porticus Minucia vetus, edificata nel 106 a.C. da Marco Minucio Rufo per il trionfo sugli Scordisci. La porticus è riconoscibile nei colonnati sul lato nord e est della piazza, che non vennero mai rifatti in epoca imperiale. Il suo pavimento in tufo è posteriore ai templi A, C e D, ma anteriore al tempio B, per cui da questa data è stato possibile ricostruire le vicende della zona.

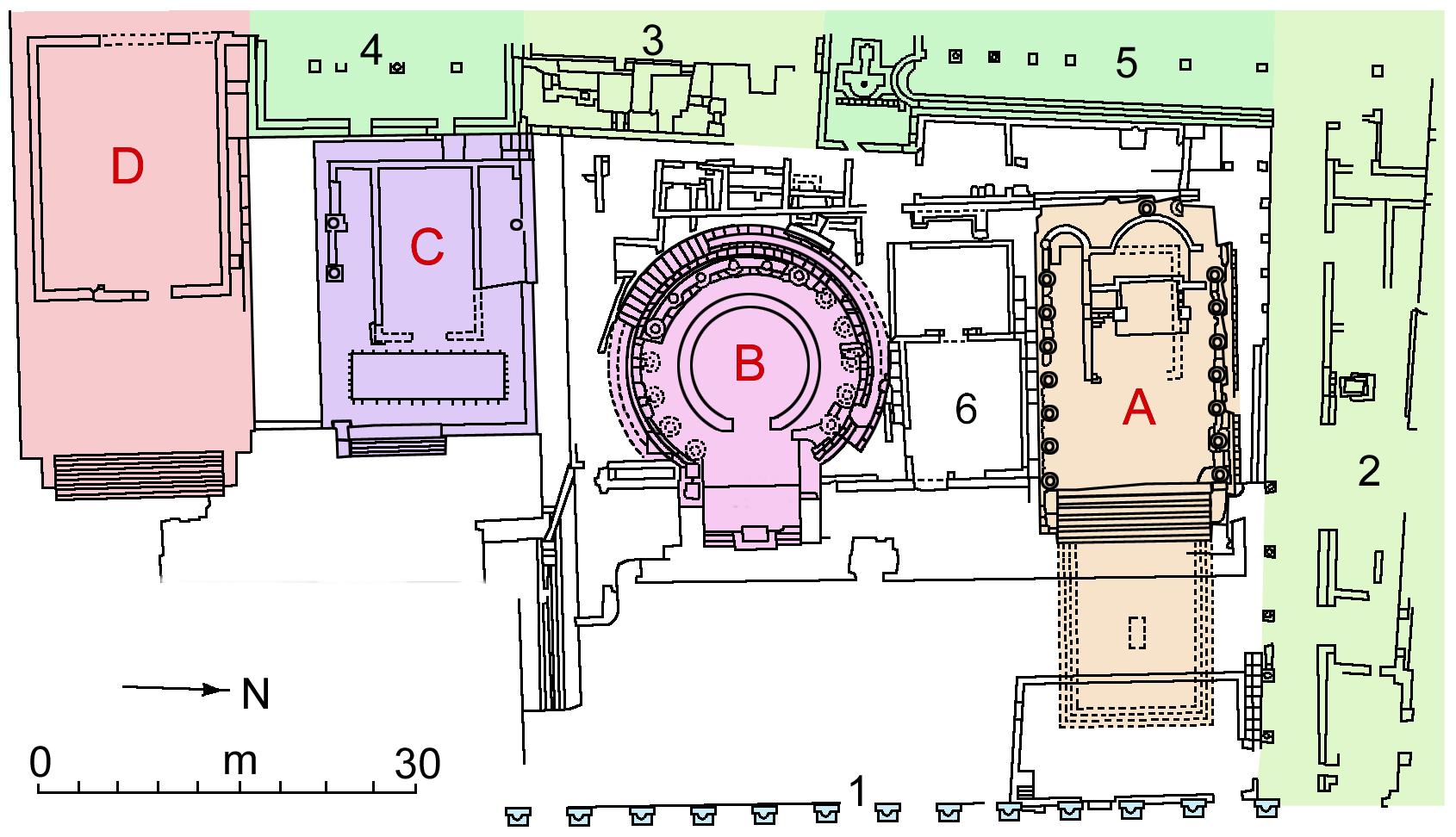
Pianta dell'area sacra. In rosso i templi (A, B, C, D), 1 è la porticus Minucia, 2 è l'Hecatostylum, 3 è la curia di Pompeo, 4 e 5 sono le latrine di epoca imperiale, 6 sono gli uffici e depositi di epoca imperiale.

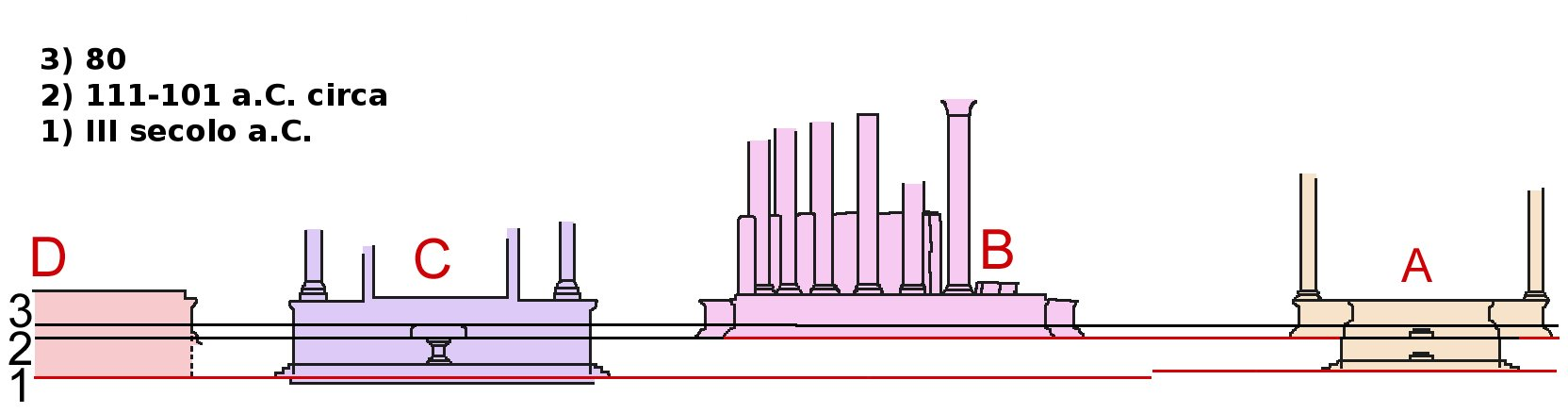
Alzato dei templi che mostra il diverso livello del calpestio: 1) III secolo a.C., 2) 111-101 a.C., 3) 80

I resti dei quattro templi sono designati con le lettere A, B, C e D (da quello più a nord a quello più a sud) in quanto non è determinato con certezza a chi fossero dedicati, e sorgono davanti ad una strada pavimentata, ricostruita in epoca imperiale dopo l'incendio dell'80, poco dopo l'ampliamento anche della Porticus Minucia (Frumentaria), che arrivò a inglobare tutta l'area.
In ordine di antichità i templi sono:
1. C IV-III secolo a.C.
2. A III secolo a.C., rifatto nel I secolo a.C.
3. D inizio del II secolo a.C., rifatto nel I secolo a.C.
4. B fine II-inizio del I secolo a.C.

I templi A e C vennero edificati sul primitivo piano di campagna, ed erano indipendenti l'uno dall'altro, separati da uno spazio abbastanza ampio. Le stesse are dei templi erano poste nelle rispettive zone sottostanti i templi sopraelevate di alcuni gradini rispetto al terreno attorno, in piena autonomia l'uno dall'altro. In seguito sorse il tempio D.
Una totale trasformazione si ebbe quando il piano del calpestio venne sopraelevato di circa 1,40 m, probabilmente in seguito a un incendio come quello del 111 a.C. In quell'occasione venne creato un pavimento unico di tufo per i tre templi e si procedette forse alla recinzione con un portico colonnato del quale restano tracce sui lati nord e ovest. I podi vennero così tagliati a metà altezza: nel caso del tempio C non si fece alcuna aggiunta, nel caso del tempio A si rifece il rivestimento con nuovi blocchi, nel caso del tempio D si fece un notevole ampliamento (forse un po' più tardi) e si rivestì il tutto in travertino.
A quell'epoca lo spazio tra i templi A e C dovette sembrare antiestetico perché contrario alla simmetria del complesso, per cui si aggiunse sul pavimento di tufo tra i due il tempio B, quello a base circolare.
Per la datazione di questo pavimento è fondamentale l'iscrizione dell'altare posto davanti al tempio C, che venne coperto dal tufo ed è quindi anteriore: vi si dice che fu rifatto dal nipote del console del 180 a.C. Aulo Postumio Albino Lusco, tale Aulo Postumio Albino; quindi il nuovo pavimento deve risalire a dopo questa data, verosimilmente dopo la metà del II secolo a.C.
Lo studio delle architetture della zona ha fatto da metro di paragone e da paradigma cronologico principale per tutti gli edifici sacri dell'Italia centrale e di Roma stessa. Dallo studio delle varie tipologie si è appurato l'evoluzione del gusto nell'arco del periodo repubblicano, da forme più arcaiche in pianta (C, D e prima fase del tempio A), a impianti importati ellenizzati (a tholos e peripteri). Anche le sagome dei podi confermano i collegamenti con il mondo etrusco-italico nel periodo del IV-III a.C., mentre dal II secolo a.C. si manifesta la comparsa di modi importati dalla Grecia. Inoltre trova conferma la tendenza, con il passare del tempo, a ridurre l'altezza dei podi.
La zona sacra, a parte alcune manutenzioni (sostituzione di colonne, ridecorazione di pareti o pavimenti), venne interessata essenzialmente da due interventi in epoca imperiale. Il primo è datato a dopo l'incendio dell'80, e consiste in una ripavimentazione in travertino, che accorciò le scalinate d'ingresso, dotate allora di guance in travertino, e comportò la sostituzione degli altari esterni con altri entro le scalinate, secondo la moda imperiale. Il secondo intervento risale al III secolo inoltrato, quando venne eretto un muro che univa i fronti dei templi (almeno sicuramente dei templi A e B) in modo da ricavare delle stanze di servizio tra tempio e tempio. Probabilmente qui ebbero sede gli uffici dai quali dipendevano gli acquedotti e la distribuzione del grano, unificati all'epoca di Settimio Severo in un'unica amministrazione che dipendeva da un curator aquarum et Minuciae, e spostati poi in epoca costantiniana.
Il complesso archeologico venne scoperto durante dei lavori edilizi del 1926 e scavato fino al 1928, con più riprese fino almeno agli anni settanta. Nel 2019 è stata restaurata parte della pavimentazione dell'area, risalente all'epoca domizianea e in blocchi di travertino. Dopo ulteriori lavori, l'area archeologica ha aperto al pubblico nel giugno 2023.

## Edifici

### Tempio A

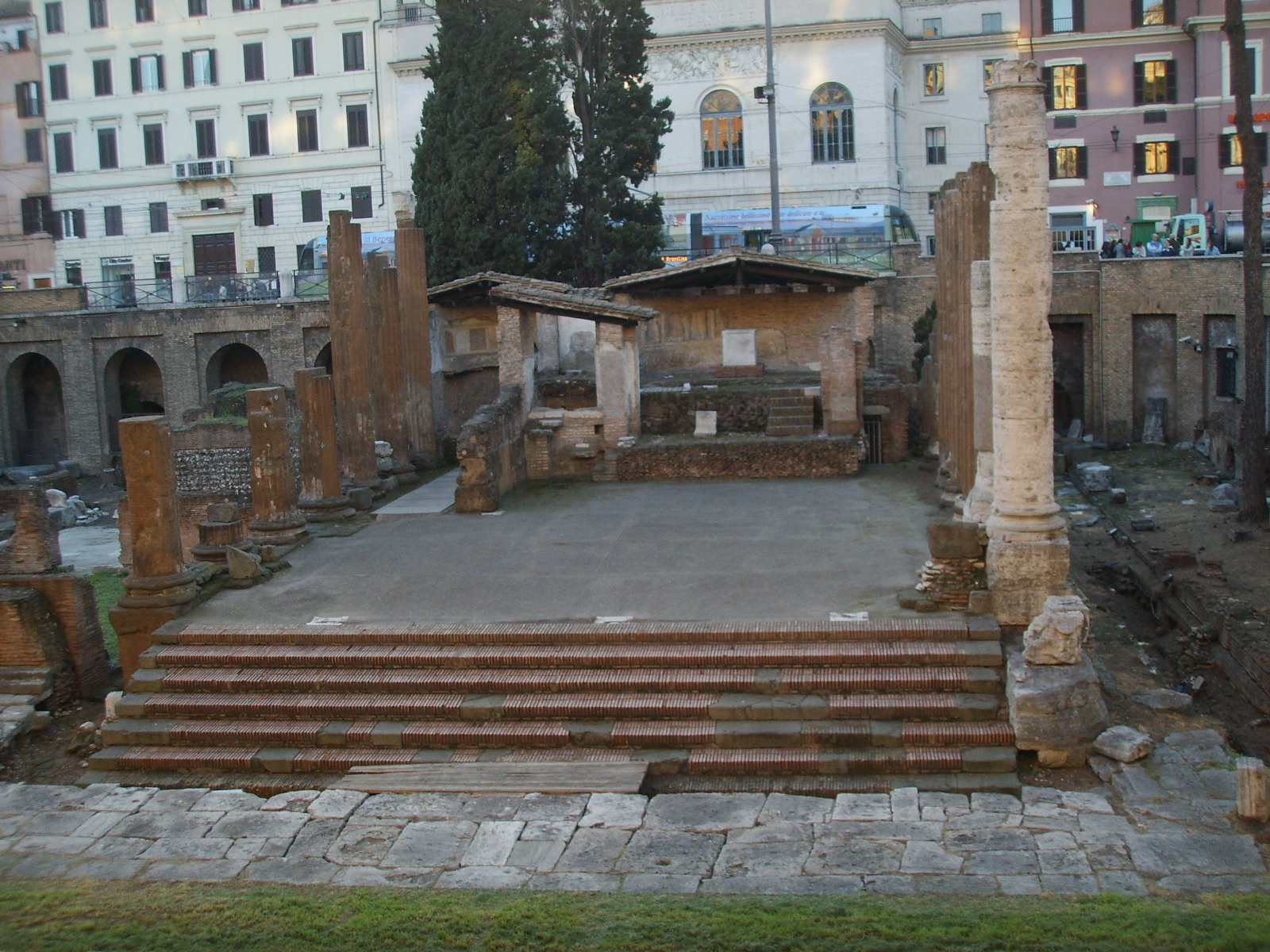
Il tempio A

Il tempio A è il secondo più antico (dopo il tempio C), che in origine era un piccolo tempio in antis (con una coppia di colonne davanti alla cella) o forse un prostilo in stile tuscanico, con un podio alto dieci piedi e con severe cornici (alti plinti con sagome a cuscino sui bordi). La platea era in tufo e vi poggiava un altare in peperino, che si è conservato solo in parte. Su di questa venne costruita una seconda platea di tufo con altare in opus caementicium, che corrisponde al pavimento della porticus Minucia, che divenne comune a tutta l'area. Per non interrare il podio, questo venne rifatto riproducendo le stesse sagome delle cornici.
In seguito il tempio venne completamente rifatto, verosimilmente all'epoca di Silla, con una peristasi (un colonnato cioè tutto intorno) attorno all'antico edificio, che divenne così la cella di quello nuovo, alla maniera greca. Le colonne erano nove sul lato longitudinale e sei su quello posteriore (e forse frontale), con basi e capitelli in travertino e fusti in tufo ricoperti di stucco (le colonne in travertino che si vedono sono da attribuire a un restauro più tardo). Il nuovo podio presentava cornici ellenizzanti, simili a quelle dell'attiguo tempio B.
Si tratterebbe del tempio di Giuturna (ninfa delle fonti) o del tempio di Iuno Curritis. Il primo fu fatto costruire in Campo Marzio da Quinto Lutazio Catulo (antenato omonimo del Quinto Lutazio Catulo che fece poi costruire il tempio B) dopo la vittoria dei romani contro Cartagine nel 241 a.C.; il secondo da Quinto Lutazio Cercone a seguito della vittoria sui Falerii del suo parente Quinto Lutazio Cercone, sempre nel 241 a.C. L'identificazione più probabile è la prima, perché in un passo dei Fasti di Ovidio viene ricordato come il tempio di Giuturna fosse vicino allo sbocco dell'Acqua Vergine, ovvero alle Terme di Agrippa, poste immediatamente a nord dell'area sacra. Inoltre è più probabile che anche questo tempio sia stato fatto costruire da un membro della gens dei Lutatii, che vi fecero costruire accanto il tempio B.
Su questo tempio venne costruita la chiesa di San Nicola dei Cesarini, di cui sono ancora presenti alcuni resti (come le absidi ed un altare).

### Tempio B

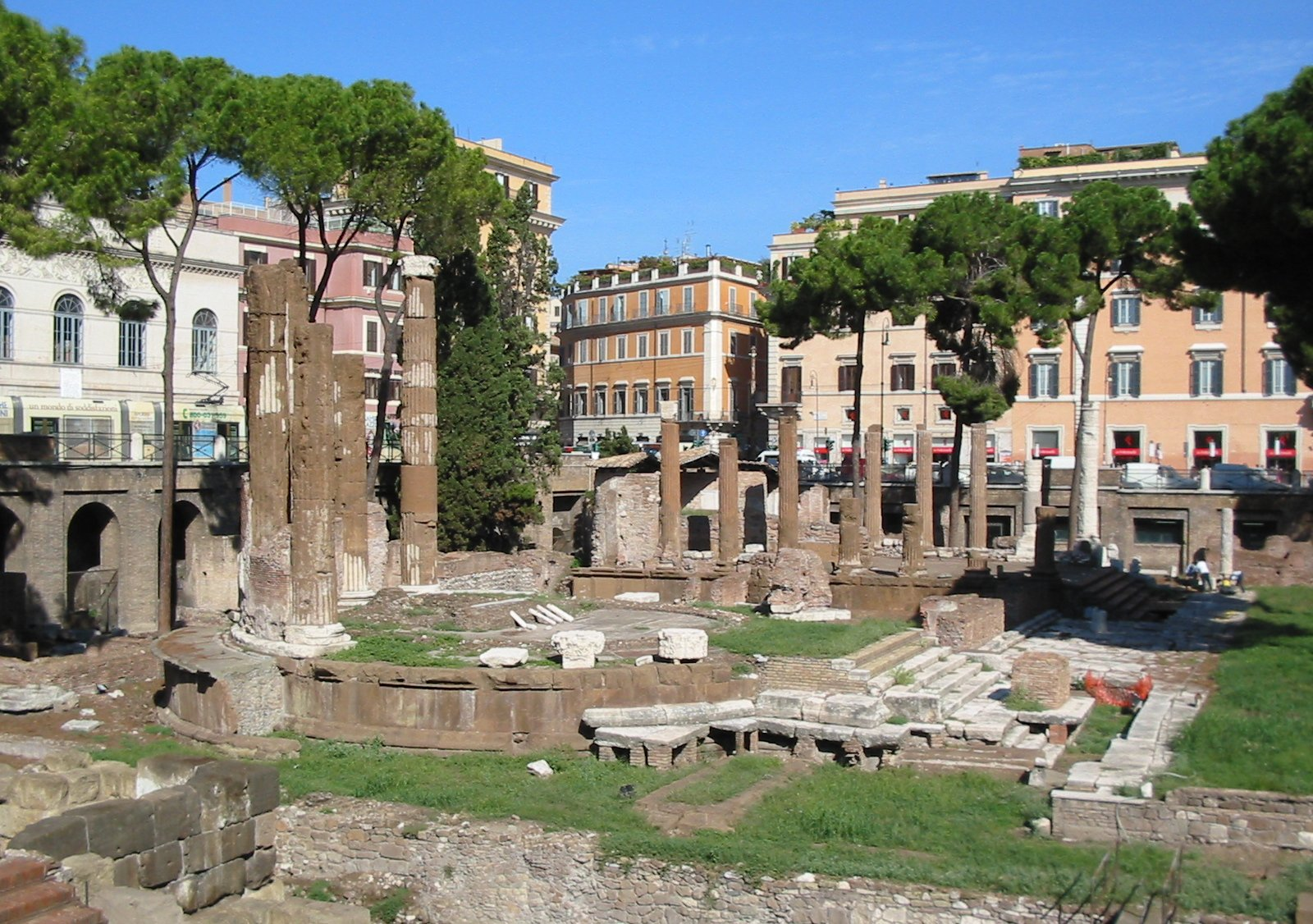
Il tempio B (in primo piano)

Il tempio B è il più recente e l'unico dei quattro costruito su pianta circolare (monoptero).
Si ipotizza che corrisponda al tempio Aedes Fortunae Huiusce Diei, cioè "La Fortuna del Giorno Presente", fatto costruire dal console Quinto Lutazio Catulo, collega di Gaio Mario, per celebrare la vittoria contro i Cimbri del 101 a.C. a Vercelli in Piemonte.
Oltre al basamento ne rimangono sei colonne, che originariamente circondavano tutto il tempio (peristasi). Il podio è modanato, con le sagome rigonfie alla maniera "barocca" ellenizzante. Forse anticamente poteva possedere anche un pronao tetrastilo, ma non ne è stata ritrovata traccia. La cella è circolare e costruita con opera incerta. Le colonne erano in tufo coperte di stucco con le basi e i capitelli in travertino.
In un secondo periodo imprecisato (forse l'epoca di Domiziano, dopo l'80) si abbatterono le pareti della cella e se ne costruirono altre (quali esili tramezzi in tufo) tra colonna e colonna, secondo la tipologia dei templi pseudoperipteri. In quell'occasione si allargò anche il podio; poco dopo si chiuse anche la facciata esterna.
Viene identificato con il tempio di Fortuna, che doveva essere rappresentata dalla gigantesca statua i cui resti marmorei, oggi conservati presso la Centrale Montemartini, sono stati ritrovati accanto al tempio stesso. Di questa statua "acrolito" sono state ritrovate la testa (alta da sola 1,46 m), le braccia e le gambe, perché di marmo, mentre le altre parti del corpo, coperte da una veste di bronzo, sono andate perdute.

### Tempio C

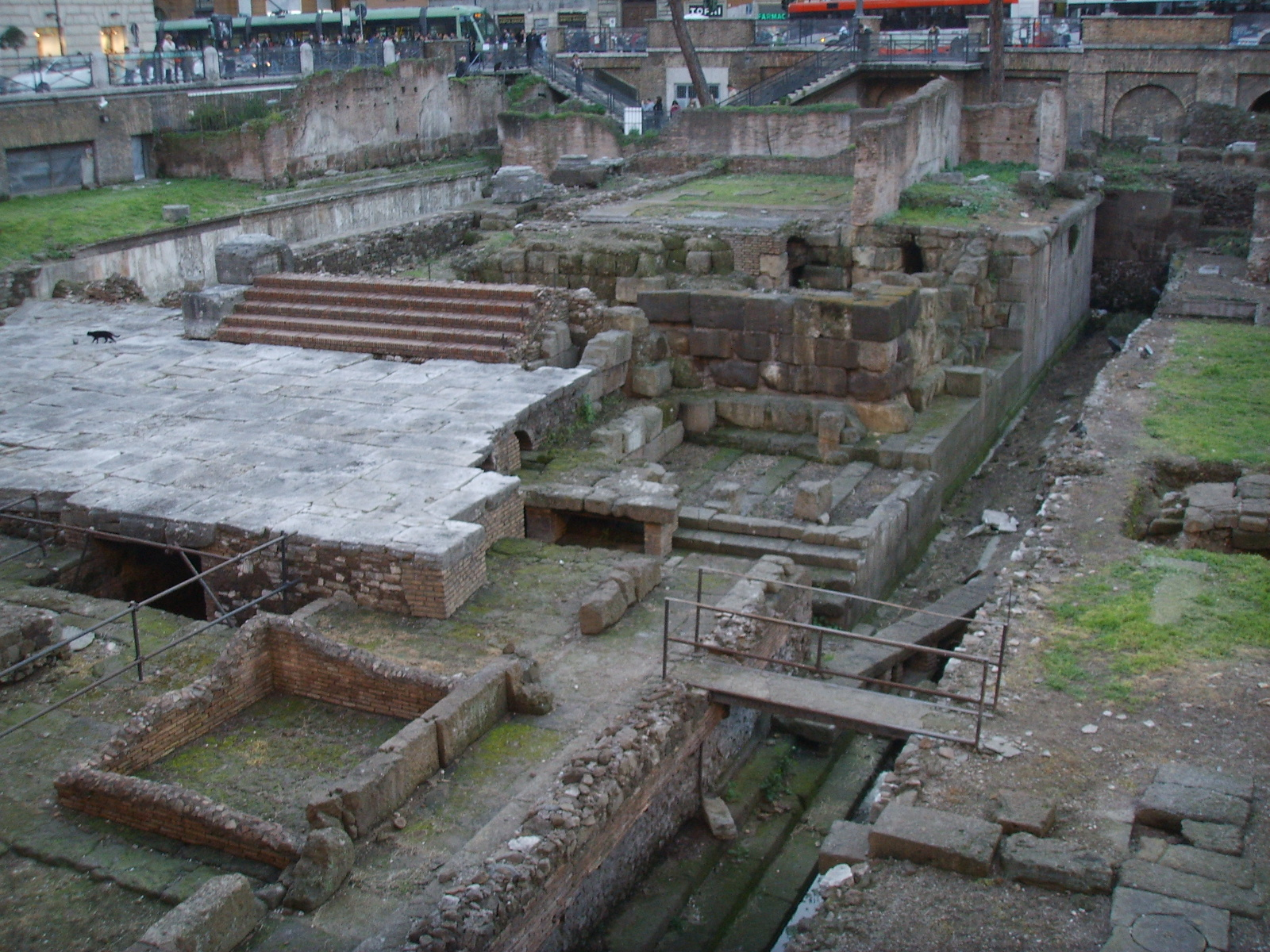
Il tempio C

Il tempio C, il più antico dei quattro, risale al IV o III secolo a.C., e probabilmente era dedicato a Feronia, l'antica dea italica della fertilità protettrice dei boschi e delle messi (quindi correlata al grano che veniva distribuito nelle vicinanze). La datazione è stata formulata guardando all'aspetto dell'edificio, piuttosto arcaico, ai frammenti della decorazione architettonica in terracotta e ad alcune iscrizioni. Inoltre, se l'individuazione fosse corretta, le fonti confermerebbero la presenza di un tempio a Feronia nel Campo Marzio almeno dal 217 a.C.
Poggia su un altissimo podio in tufo (alto circa 3,8 metri), concluso in alto da una modanatura semplice di gusto arcaico. La pianta è a tempio periptero (cioè circondato da colonne) sine postico (cioè senza colonne sul retro). Le pareti della cella sono in mattoni. Non si conosce esattamente quante colonne avesse sulla fronte (probabilmente quattro o sei), mentre restano alcune basi del colonnato sui lati, che in fondo era chiuso da pareti continue.
Questo tempio, dall'aspetto piuttosto arcaico, aveva una propria platea pavimentale, che venne poi sostituita da una nuova, forse da mettere in connessione con la costruzione del tempio D. Su questo livello si collocano i resti dell'altare in peperino, che, secondo un'iscrizione ritrovata in loco, fu messo nel 174 a.C. dal nipote del duoviro Aulo Postumio Albino, in occasione di una oscura Lex Plaetoria.
Il secondo pavimento venne a sua volta coperto da una terza pavimentazione notevolmente più alta, che coprì l'altare di Albino, sostituito da un altro in opus caementicium, e necessitò di sei gradini sul fronte: si tratta del pavimento della porticus Minucia dell'80, comune a tutta l'area in seguito a un incendio. In quell'occasione venne anche aggiunto il mosaico a tessere bianche e nere all'interno della cella del tempio.
Ovviamente via via che gli strati pavimentali si alzavano, il podio sembrava più basso, e ciò si confaceva alla predilezione in epoca repubblicana per podi meno sopraelevati.
L'identificazione col tempio di Feronia non è sicura e si basa sulla notazione dei calendari dell'antico culto in Campo. I resti dell'acrolito di dea femminile, scoperti in frammenti tra questo tempio e il tempio B, sono in genere riferiti al secondo tempio, ma non è impossibile che facessero parte di questo.

### Tempio D

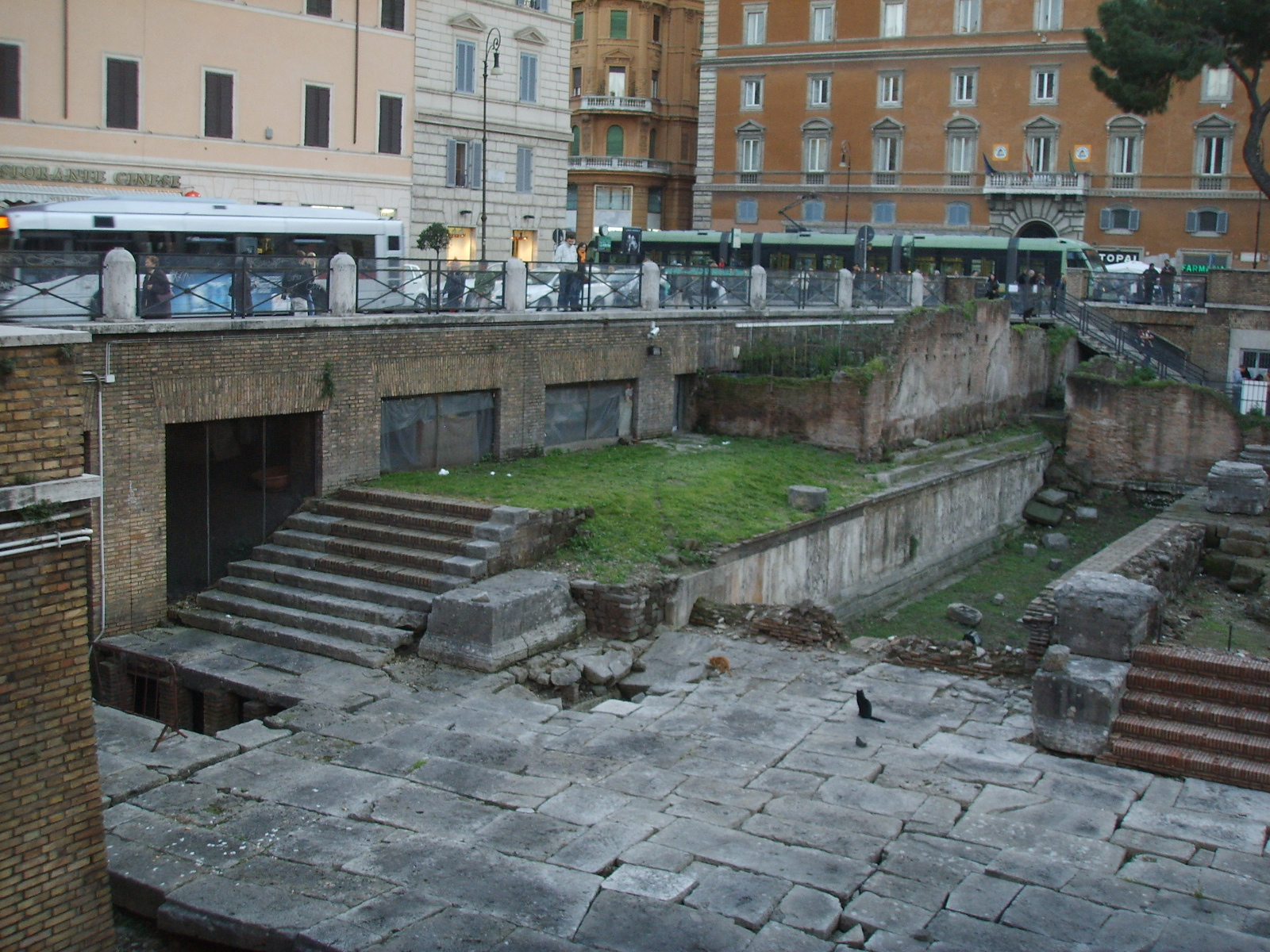
Il tempio D

Il tempio D è il più grande dei quattro e il terzo in ordine cronologico. Si fa risalire al II secolo a.C. e si presume fosse dedicato ai Lares Permarini, votato nel 190 a.C. da Lucio Emilio Regillo e dedicato nel 179 a.C. dal censore Marco Emilio Lepido. Secondo i Fasti Prenestini il tempio dei Lari Permarini si trovava infatti presso la Porticus Minucia.
Solo una parte di questo tempio è stata scoperta, restando la maggior parte di questo sotto il piano stradale di via Florida.
La parte più antica del tempio è in opera cementizia e venne rifatta nel I secolo a.C. in travertino. La pianta è piuttosto arcaica, con una grande cella rettangolare preceduta da un pronao esastilo (a sei colonne), che è profondo quanto tre moduli intercolumni. Oggi si vede solo il podio di travertino del I secolo, con le sagome taglienti e non molto sporgenti, per un'altezza di circa tre metri.

### Altri edifici

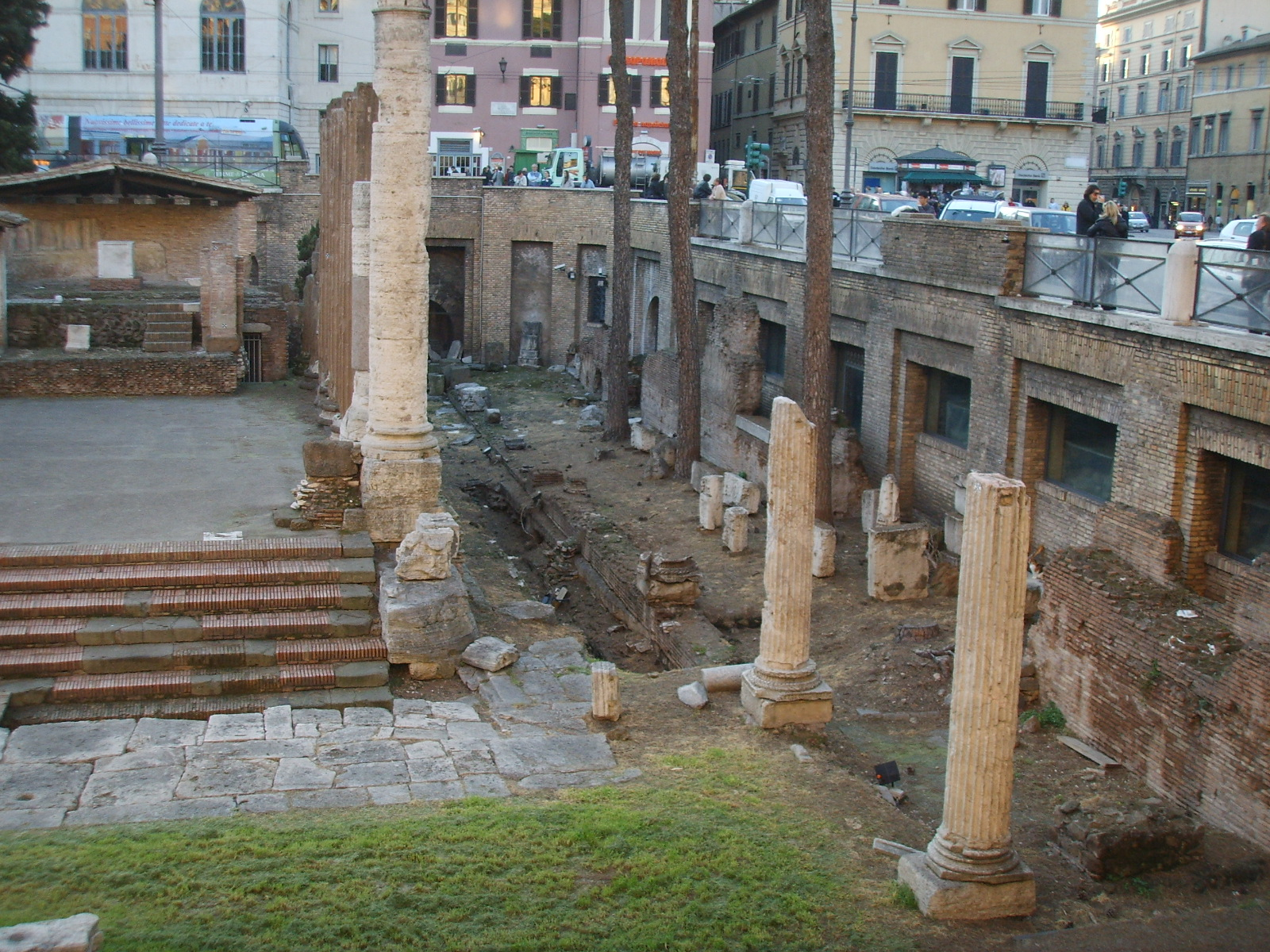
I resti dell'Hecatostylum

La zona a est è quindi occupata dai resti della Porticus Minucia. La zona nord presenta alcune tracce del grande portico Hecatostylum, cioè delle cento colonne.
A ovest, dietro i templi B e C, è visibile un grosso basamento di tufo, che appartiene, ormai con certezza, alla base della Curia di Pompeo, cioè il luogo dove, a volte, si riunivano i senatori di Roma, reso celebre per l'uccisione di Giulio Cesare. I rinvenimenti effettuati nel 2012 da un gruppo di archeologi spagnoli e dalla Soprintendenza di Roma confermebbero che Cesare fu ucciso nella parte inferiore della Curia Pompeiana mentre stava presiedendo una riunione del Senato. Sarebbe di conferma la nota di Cassio Dione Cocceiano, che riporta come la curia fosse tra due latrine di epoca imperiale, in effetti presenti sullo stesso lato.
Sempre nel 2012, l'archeologo Andrea Carandini ha avanzato l'ipotesi secondo la quale Giulio Cesare sarebbe morto cadendo inavvertitamente sul pulpito che si trovava al di sotto della nicchia nella quale giaceva la statua di Pompeo, accanto ai seggi dei senatori romani. Tale versione conferebbe il capitolo dedicato da Plutarco alla Vita di Cesare:
(Plutarco, Vite parallele)